# باول أفليك
باول أفليك (بالإنجليزية: Paul Affleck)‏ هو لاعب غولف بريطاني، ولد في 25 يونيو 1966 في سانت أساف ‏ في المملكة المتحدة.

## وصلات خارجية
- باول أفليك على موقع رابطة أوروبا للاعبي الغولف المحترفين (الإنجليزية)